# Jules Pierre Rambur
Jules Pierre Rambur (Ingrandes-de-Touraine, 21 juli 1801 – Genève, 10 augustus 1870) was een Frans arts en entomoloog.
Rambur studeerde geneeskunde in Tours en Montpellier en promoveerde in Parijs in september 1827. Samen met zijn jeugdvriend Graslin Adolphe (1802-1882) en Jean Baptiste Boisduval (1799-1879), schreef hij Collection iconographique et historique des chenilles d’Europe (over de rupsen van de Europese vlinders). Op 29 februari 1832 nam hij deel aan de oprichtingsvergadering van de Société entomologique de France.
Van 1834 tot 1835 reisde hij met Graslin door Andalusië. De reis was niet zonder problemen, Rambur werd enkele malen beroofd door struikrovers en hij werd gevangengenomen door de Britten die hem beschuldigden van spionage, omdat hij de rots van Gibraltar beklom om de daar aanwezige berberapen te observeren.

## Werken
- Catalogue des lépidoptères de l’île de Corse, (1832)
- Faune entomologique de l’Andalousie (twee delen, 1837-1840)
- l’Histoire naturelle des insectes Névroptères (1842)
- Catalogue systématique des Lépidoptères de l’Andalousie (1858-1866)

- Bibliothèque nationale de France: cb13165761b (data)
- Stuttgart Database of Scientific Illustrators 1450–1950: 10143
- Gemeinsame Normdatei: 172685443
- International Standard Name Identifier: 0000 0001 2358 3868
- Library of Congress Control Number: no2016005002
- Nationale Bibliotheek van Tsjechië: mub20231173238
- Nederlandse Thesaurus van Auteursnamen: 156458500
- Système universitaire de documentation: 035081171
- Virtual International Authority File: 173475613
- WorldCat: E39PBJghkFV9dhjP8J4D6cQ6rq